# ジズレ
ジズレ (トルコ語: Cizre、発音 [dʒizˈɾe]; クルド語: CizîrまたはCizîra Botan、アラビア語: جزيرة ابن عمر、Jazīrat Ibn ʿUmar、シリア語ܓܙܝܪܐ、GzirāまたはGziro)は、トルコの南東アナトリア地方のシュルナク県にある町で、シリアとの国境およびイラク・シリア・トルコの三国国境地点の北西にある。民族の多数派はクルド人で、アッシリア人とシリア人などほかの少数の民族が住んでいる。ティグリス川に北・東・南を囲まれており、ジズレの地名はアラビア語で「島」を意味するジャジーラ（جزيرة）から来ている。

## 気候
ジズレの気候はケッペンの気候区分の地中海性気候（Cs）のうち 高温夏季地中海性気候（Csa）であり、冬は湿潤だが雪はあまり降らず、夏は暑く乾燥する。夏に気温が45°Cを超えることや冬に気温が氷点下まで下がることもある。
| ジズレ（シュルナク県、標高379m）（1985年 - 2012年平均）の気候 | ジズレ（シュルナク県、標高379m）（1985年 - 2012年平均）の気候 | ジズレ（シュルナク県、標高379m）（1985年 - 2012年平均）の気候 | ジズレ（シュルナク県、標高379m）（1985年 - 2012年平均）の気候 | ジズレ（シュルナク県、標高379m）（1985年 - 2012年平均）の気候 | ジズレ（シュルナク県、標高379m）（1985年 - 2012年平均）の気候 | ジズレ（シュルナク県、標高379m）（1985年 - 2012年平均）の気候 | ジズレ（シュルナク県、標高379m）（1985年 - 2012年平均）の気候 | ジズレ（シュルナク県、標高379m）（1985年 - 2012年平均）の気候 | ジズレ（シュルナク県、標高379m）（1985年 - 2012年平均）の気候 | ジズレ（シュルナク県、標高379m）（1985年 - 2012年平均）の気候 | ジズレ（シュルナク県、標高379m）（1985年 - 2012年平均）の気候 | ジズレ（シュルナク県、標高379m）（1985年 - 2012年平均）の気候 | ジズレ（シュルナク県、標高379m）（1985年 - 2012年平均）の気候 |
| 月                                                            | 1月                                                           | 2月                                                           | 3月                                                           | 4月                                                           | 5月                                                           | 6月                                                           | 7月                                                           | 8月                                                           | 9月                                                           | 10月                                                          | 11月                                                          | 12月                                                          | 年                                                            |
| ------------------------------------------------------------- | ------------------------------------------------------------- | ------------------------------------------------------------- | ------------------------------------------------------------- | ------------------------------------------------------------- | ------------------------------------------------------------- | ------------------------------------------------------------- | ------------------------------------------------------------- | ------------------------------------------------------------- | ------------------------------------------------------------- | ------------------------------------------------------------- | ------------------------------------------------------------- | ------------------------------------------------------------- | ------------------------------------------------------------- |
| 平均最高気温 °C （°F）                                        | 11 (52)                                                       | 13 (55)                                                       | 17 (63)                                                       | 22 (72)                                                       | 29 (84)                                                       | 36 (97)                                                       | 41 (106)                                                      | 40 (104)                                                      | 36 (97)                                                       | 28 (82)                                                       | 19 (66)                                                       | 13 (55)                                                       | 25.4 (77.8)                                                   |
| 平均最低気温 °C （°F）                                        | 2 (36)                                                        | 4 (39)                                                        | 7 (45)                                                        | 11 (52)                                                       | 15 (59)                                                       | 20 (68)                                                       | 23 (73)                                                       | 22 (72)                                                       | 19 (66)                                                       | 14 (57)                                                       | 8 (46)                                                        | 4 (39)                                                        | 12.4 (54.3)                                                   |
| 降水量 mm （inch）                                            | 118 (4.65)                                                    | 120 (4.72)                                                    | 109 (4.29)                                                    | 97 (3.82)                                                     | 42 (1.65)                                                     | 4 (0.16)                                                      | 1 (0.04)                                                      | 1 (0.04)                                                      | 1 (0.04)                                                      | 34 (1.34)                                                     | 72 (2.83)                                                     | 127 (5)                                                       | 726 (28.58)                                                   |
| 出典：Weather2                                                |                                                               |                                                               |                                                               |                                                               |                                                               |                                                               |                                                               |                                                               |                                                               |                                                               |                                                               |                                                               |                                                               |

## 歴史

### 古代・中世
ジズレは歴史的にはガザルタ、そしてジャジラット・イブン・ウマル（アラビア語:جزيرة ابن عمر）と呼ばれ、アッバース朝時代、十字軍時代にメソポタミア北部やアルメニアにつながる重要な街となった。
鉄器時代の初期、アッシリアの北部にジズレはクンマンニの王国があった。古代、王国はコルドゥエネ（Kardu）にあった。19世紀の研究では、アレクサンドロス3世が紀元前331年にティグリス川を渡って東に進軍したときの拠点であり、さらにベトザブダイ（シリア語:ܒܝܬ ܙܒܕܝ、Bēṯ Zaḇdai）としてローマ帝国の拠点であったことが確認されたが、オーレル・スタイン（1942年）はこれに懐疑的であった。
ベトザブダイはローマ帝国のメソポタミア属州の一部であった。編年史家のムシハ・ザカ（Msiha Zkha）はベトザブダイに2世紀から3世紀にかけていた3人の主教であるメルザ（Merza）、ソウバリソ・エ・サブザ（Soubha-liso e Sabtha）について説明している。360年、主教テオドラス（Theodorus）はペルシア人によって一般人とともに追放され、移動の途中で死亡した。他の主教であるマラス（Maras）は451年のカルケドン公会議で議長を務め、458年にはアレクサンドリアのプロテリウスの死後東ローマ皇帝レオ1世あての書簡にメソポタミア主教として署名した。
4世紀の終わりや5世紀の初め、ベトザブダイやジェズィーラ（Jezira）はベスザブダイとして知られるネストリウス派の主教区となった。この名前はガザルタ・ド・ベス・ザブダイ（Gazarta d'Beth Zabdai）にちなんでいる。聖座のもとに下ったとき、カルデアカトリック教会のガザルタ教区となった。639年、シリア正教会の本拠地となり、1863年にはシリアカトリック教会のガザルタ教区となった。1915年、アッシリア人大虐殺によりキリスト教徒の数は大きく減少し、これらの体制は肩書きに名をとどめるだけとなったが、現在どの主教もこの地区に配属されていない。
中世イスラム時代の伝説では、ジズレはタマニン（Thamanin）、つまりノアが、方舟が流れ着いたジュディ山の麓に開いた街であるとされ、メムとツィンの墓と同様、ノアの墓もジズレにある。マスウーディー（956年没）は方舟が流れ着いたところは今でも彼のいた時間を見ることができると述べている。トゥデラのベンヤミンは12世紀にウマル・イブン・ハッターブは方舟の名残をモスクに残したと付け加えた。

### 近代
19世紀、オスマン帝国の支配に対し、クルド人が抵抗していた。
ジズレには3000人のアルメニア人が住んでいたが、1915年6月後半、アルメニア人大虐殺がおこり、アルメニア人の男性やシリア人の主教がトルコの政府によって逮捕され、拷問を受けて最後は殺された。多くの犠牲者はのどを切り裂かれ、ティグリス川に投げ込まれた。女性はいかだでモスルに運ばれたが、地元のクルド人に受け入れられた者はわずかで、多くは殺されたり、強姦されて溺死させられたりした。残りの者も同年8月8日に虐殺され、生き残った者はほとんどいなかった。

### トルコ共和国のもとで

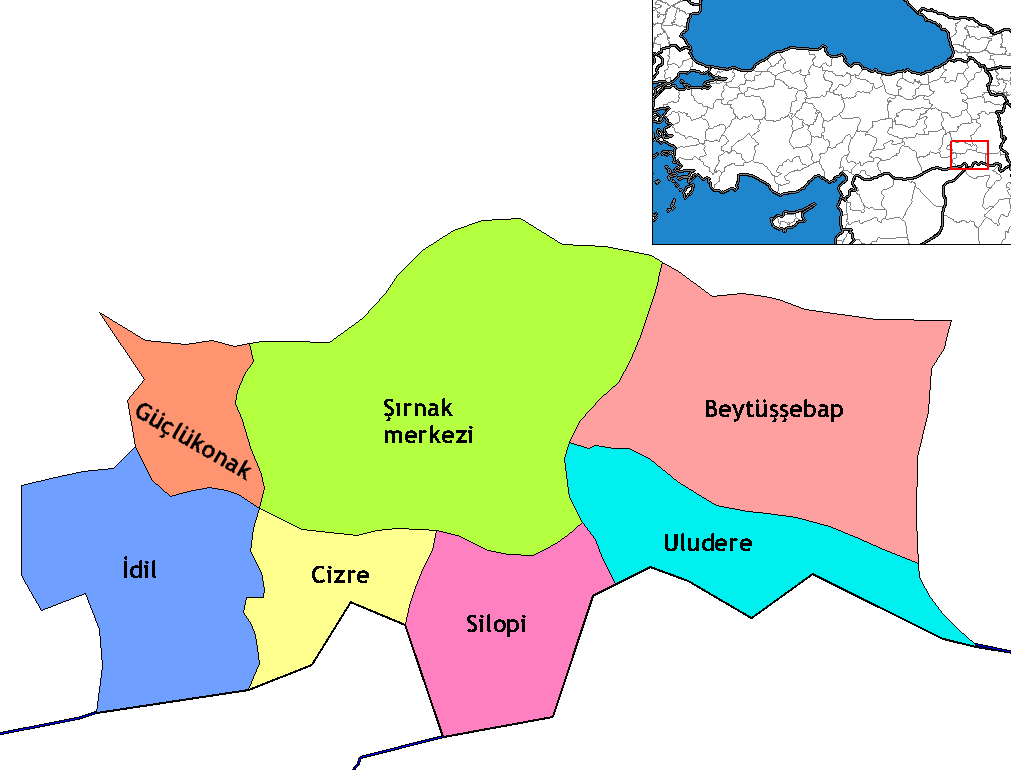
シュルナク県内での位置。黄色がジズレ。

トルコ共和国のもとでは、マルディン県に属していたが、1990年に新しく作られたシュルナク県に統合され、ジズレもそこに属すようになった。
ジズレは近くでシリアとの国境をなすティグリス川沿いにある。ミディヤットを経由する国道D380号とヌサイビンを経由してマルデインとシュルナクを結ぶ国道D400号（欧州自動車道路E90号線）、シロピを経由する国道D430号が街の中を走っている。
ジズレにあるシリアのマリキヤ（Malikiye）へ通ずる国境検問所は1940年から1972年まで使われた。

#### 2014年の暴動
2014年10月、クルド人の戦闘員が隣国シリアへ向けて国境を越えるのを禁止したトルコ政府の対応に対して暴動がおこり、少なくとも35人が死亡した。この中には仲間のクルド人とシリアでコバニ包囲戦を戦った市民17人も含まれている。
2014年、クルディスタン労働者党（PKK）の自治組織愛国者革命青年運動（YDG-H）はジズレの自治を宣言した。
2014年12月27日、ジズレでYDG-Hとイスラム教徒のクルド人のヒズボラ（レバノンのヒズボラとは無関係）を支持基盤とする自由主義党の衝突があり、約40人が死亡した。そして翌日には警察が介入し、当事者の一部が拘束された。

#### 2015年ジズレ包囲戦
トルコ・クルド紛争の起きている2015年9月、トルコ防衛軍はクルディスタン労働者党に対する軍事作戦としてジズレを封鎖した。防衛軍は街を包囲し、8日間にわたって戒厳令を敷いた。また国民民主主義党が街に入ろうとしたところ、軍に阻止された。街では水、食料が不足し、けが人が医療処置を受けることは禁じられた。12人から20人の市民が死亡したと報告されている。欧州評議会はこの問題について取り上げ、「市民に対する防衛軍の不釣合いな武力の使用」（"disproportionate use of force by security forces against civilians"）とした。ジズレの市長はテロを扇動し、支援したとして強制的に職を解かれた。

## 政府
ジズレ市長のアイドゥン・ブダク（Aydın Budak）は2009年12月、KCKの調査の一環として逮捕された。2011年10月、彼はトルコ共和国内務省によって裁判の結審前に市長の座を追われた。
現在の市長は27歳女性のレイラ・イムレット（Leyla Imret）で、トルコの市長のなかでは現在最も若い。ジズレ包囲戦の中で、彼女は職を解かれた。

## 関連文献
- 舟越美夏『その虐殺は皆で見なかったことにした トルコ南東部ジズレ地下、黙認された惨劇』河出書房新社、2020年。